# マナック
マナック株式会社（英: MANAC INCORPORATED）は、広島県福山市に本社を置く難燃材や化学薬品などを製造販売するメーカーである。
本項では、持株会社である株式会社マナック・ケミカル・パートナーズ（MANAC Chemical Partners Co.,Ltd.）に関しても記述する。

## 沿革
- 1948年 - 松永化学工業株式会社を設立。
- 1988年 - 現社名に変更。
- 1990年 - 広島証券取引所に上場。
- 2000年 - 広島証券取引所廃止により、東京証券取引所2部に上場。
- 2021年
  - 9月29日 - 東京証券取引所上場廃止。
  - 10月1日 - 単独株式移転により設立した株式会社マナック・ケミカル・パートナーズが、マナックに代わって東京証券取引所2部に上場[2]。

## グループ会社
- マナック株式会社
- 八幸通商株式会社
- エムシーサービス株式会社
- 曼奈科（上海）貿易有限公司